# Cratere Konopnicka
Konopnicka  è un cratere sulla superficie di Venere. Deve il suo nome alla poetessa e scrittrice polacca Maria Konopnicka.